# My Fair Lady
My Fair Lady (Mi bella dama en algunos países de América Latina) es un musical con libreto y letras de Alan Jay Lerner y música de Frederick Loewe, basado en la obra de teatro Pigmalión de George Bernard Shaw y en su correspondiente adaptación cinematográfica de 1938. Su trama central gira en torno a Eliza Doolittle, una florista callejera de los bajos fondos londinenses cuyo vulgar lenguaje despierta el interés de un profesor de fonética llamado Henry Higgins. Fascinado por la joven y su marcado acento cockney, Higgins apuesta con su amigo el coronel Pickering a que es capaz de enseñar a Eliza a hablar correctamente y hacerla pasar por una dama de la alta sociedad.
El espectáculo se estrenó en 1956 en el Mark Hellinger Theatre de Broadway, con Julie Andrews y Rex Harrison en los papeles protagonistas, y fue un rotundo éxito, convirtiéndose en su momento en el musical de mayor permanencia en cartel de la historia y obteniendo varios galardones entre los que se incluyen seis premios Tony. Al West End londinense llegó dos años después y desde entonces también ha podido verse en numerosas ocasiones a lo largo de todo el mundo. En 1964 fue llevado a la gran pantalla bajo la dirección de George Cukor.

## Argumento

### Acto I
En una noche lluviosa en el Londres eduardiano, el público asistente a la ópera de Covent Garden espera bajo los arcos del edificio para tomar un taxi. Eliza Doolittle, una florista callejera de los bajos fondos, tropieza con un joven de la alta sociedad llamado Freddy Eynsford-Hill. Ella se enfada y le reprocha que haya tirado sus violetas al barro, pero enseguida se anima al conseguir vender un ramillete a un caballero de mayor edad. De pronto, Eliza advierte que otro hombre está apuntando todo lo que ella dice en un cuadernillo y le increpa. El hombre le explica que es un estudioso de la fonética y presume de que puede identificar la procedencia de cualquier persona solo por su acento. También se lamenta de la horrible pronunciación de Eliza, preguntándose por qué muchos ingleses no son capaces de hablar el idioma con propiedad, cuando eso es lo que en realidad provoca la diferencia de clases, más que la apariencia o el dinero («Why Can't the English?»). En ese punto, declara que en seis meses él podría convertir a Eliza en una dama respetable enseñándole a hablar correctamente. Entonces, el caballero al que la florista había vendido un ramillete de violetas al principio se presenta como el coronel Pickering, un lingüista que ha estudiado los dialectos de la India. El fonetista resulta ser el Profesor Henry Higgins y puesto que ambos siempre habían querido conocerse, Higgins invita a Pickering a alojarse en su casa durante su estancia en Londres. Antes de marcharse lanza algo de calderilla a la cesta de Eliza, dejando a esta y a sus amigos imaginando cómo sería vivir una vida mejor y llena de comodidades («Wouldn't It Be Loverly?»).
A la mañana siguiente, el padre de Eliza, Alfred P. Doolittle, acompañado de sus amigos de borrachera Harry y Jamie, todos ellos basureros, llega a Covent Garden y le pide a su hija que comparta las ganancias de la noche anterior para poder seguir bebiendo («With a Little Bit of Luck»). Más tarde, Pickering y Higgins están en casa discutiendo acerca de las vocales cuando la Sra. Pearce, el ama de llaves, anuncia que una joven con un acento horrible ha venido a ver al profesor. La joven no es otra que Eliza, que quiere tomar clases de dicción para conseguir trabajo en una floristería y así dejar las calles. Pickering está convencido de que Higgins no será capaz de enseñar a Eliza a hablar correctamente y se ofrece a pagar sus lecciones si el profesor logra transformarla en una dama en el plazo de seis meses. Higgins acepta el desafío y se fija como prueba de fuego el baile anual de la embajada, donde Eliza será presentada en sociedad. La joven se traslada a casa de Higgins y comienza su preparación para corregir su acento, sus modales y su forma de vestir. En esa tesitura, Higgins se ve a sí mismo como un hombre paciente y de buen corazón que no puede convivir con mujeres («I'm an Ordinary Man»), cuando en realidad es un hombre egocéntrico y misógino.
Doolittle se entera de que Eliza se ha mudado a casa de Higgins y decide sacar provecho de la situación («With a Little Bit of Luck (Reprise)»). Al día siguiente se presenta en casa del profesor y le acusa de estar comprometiendo la virtud de su hija. Higgins queda fascinado por el don natural del hombre para el lenguaje y su desvergonzada falta de moralidad. Entre los dos acuerdan que Eliza siga con sus lecciones en casa de Higgins a cambio de que Doolittle reciba cinco libras esterlinas para sus juergas. Higgins aprovecha la ocasión para burlarse de un millonario estadounidense que le escribió buscando un experto en valores morales y le recomienda a Doolittle.
Eliza soporta duras clases de dicción repitiendo sin cesar frases como «In Hertford, Hereford and Hampshire, hurricanes hardly ever happen» (para aprender cómo se aspira la «h») o «The rain in Spain stays mainly in the plain» (para practicar la pronunciación de la «a» larga). Frustrada, sueña con diferentes formas de matar a Higgins, como ahogarlo o llevarlo al pelotón de fusilamiento («Just You Wait»). Los sirvientes de la casa se quejan del trabajo tan repetitivo de Higgins («Poor Professor Higgins») y justo cuando este está a punto de dejarlo por imposible, de pronto Eliza recita «The rain in Spain stays mainly in the plain» en perfecto inglés de la reina. Higgins, Eliza y Pickering celebran su triunfo bailando en el estudio del profesor («The Rain in Spain») y a partir de ese momento la pronunciación de la joven se vuelve impecable. La Sra. Pearce intenta que Eliza se vaya a dormir, pero ella está demasiado excitada por las emociones vividas como para irse a la cama («I Could Have Danced All Night»).
Para su primera aparición en público, Higgins lleva a Eliza al palco de su madre en el hipódromo de Ascot («Ascot Gavotte»). La Sra. Higgins acepta a regañadientes ayudar a Eliza a mantener una conversación siguiendo la recomendación de su hijo de limitarse a dos únicos temas, el tiempo y la salud. En un principio, Eliza causa una buena impresión con sus educadas maneras, pero después deja a todo el mundo en shock cuando se levanta del palco para animar al caballo por el que habían apostado de la forma más vulgar. Aun así, Eliza cautiva a Freddy, el joven con el que chocó al principio de la historia, quien había acudido al palco de la Sra. Higgins acompañado de su madre. Esa misma noche, Freddy va a buscar a Eliza a la casa de Higgins, pero ella no quiere verlo. El muchacho promete que la esperará en la calle el tiempo que sea necesario («On the Street Where You Live»).
La prueba final consiste en hacer pasar a Eliza por una dama de la nobleza en el baile anual de la embajada, y tras semanas de preparación, ella está lista para el gran acontecimiento. Todos los asistentes a la velada la admiran y la reina de Transilvania la invita a bailar con su hijo, el príncipe («Embassy Waltz»). Después Eliza baila con Higgins, mientras Zoltan Karpathy, un fonetista húngaro antiguo alumno y rival del profesor, recibe el encargo por parte del anfitrión de averiguar la procedencia de la joven a través de su habla. A pesar de las advertencias de Pickering y su madre, Higgins deja a Karpathy bailar con Eliza.

### Acto II
Eliza sale airosa de la prueba y consigue engañar incluso a Karpathy, haciéndole creer que es una princesa húngara. Tras el baile, Higgins presume de su triunfo ante Pickering y sus sirvientes, y se muestra complacido porque el experimento ha llegado a su fin («You Did It»). Eliza se sienta utilizada e ignorada por Higgins, y cuando este le pregunta por sus zapatillas, ella descarga toda su rabia dejándolo desconcertado por su aparente ingratitud. Desconsolada, la joven decide dejar la casa de Higgins («Just You Wait (Reprise)»). En la calle, Eliza se encuentra con Freddy, quien aún sigue esperándola («On the Street Where You Live (Reprise)»), y el muchacho empieza a declararle su amor. Sin embargo, ella le corta alegando que ya ha escuchado suficientes palabras y que, si de verdad la ama, debe mostrárselo («Show Me»).
Eliza regresa a Covent Garden acompañada de Freddy, donde sus amigos no la reconocen por su nuevo aspecto refinado («Wouldn't It Be Loverly? (Reprise)»). Por casualidad también se encuentra con su padre, quien va vestido elegantemente. Él le explica que ha recibido una herencia sorpresa del millonario estadounidense al que Higgins le recomendó y, puesto que ahora es un ciudadano respetable de clase media, debe casarse con la «madrastra» de Eliza, la mujer con la que lleva viviendo muchos años. Eliza ve que ya no pertenece al ambiente humilde de Covent Garden y se marcha con Freddy, mientras Doolittle y sus amigos se van de juerga antes de la boda («Get Me to the Church on Time»).
Higgins se despierta a la mañana siguiente para encontrarse con que, sin Eliza, tiene té para desayunar en lugar de café y ni siquiera puede localizar sus propios archivos. El profesor se pregunta por qué ella se marcharía tras el triunfo en el baile y concluye que los hombres, especialmente él, son superiores a las mujeres («A Hymn to Him»). Pickering, molesto con su anfitrión, decide marcharse para alojarse en casa de sus amigos del Ministerio del Interior. Higgins acude a casa de su madre en busca de consejo y allí encuentra a Eliza tomando el té con ella. La Sra. Higgins los deja solos y Eliza le recrimina que él siempre la ha visto como una florista callejera. También le dice que si aprendió a comportarse como una dama fue porque Pickering la trató como tal. Higgins asegura que él siempre la ha tratado igual que Pickering y le pide que vuelva, pero Eliza le acusa de usarla solo para hacer sus recados y anuncia que se casará con Freddy porque él la ama de verdad. La joven declara que no necesita a Higgins y se lamenta de lo tonta que ha sido por pensar que sí («Without You»). El profesor se queda deslumbrado con la actitud e independencia de Eliza, pero ella le dice que no la verá más.
Mientras Higgins camina de regreso casa, se da cuenta de lo que siente por Eliza («I've Grown Accustomed to Her Face»), aunque no es capaz de reunir el valor para confesarle su amor y se regodea pensando que, si se casa con Freddy y después vuelve a él, no la aceptará. Pero al mismo tiempo le resulta difícil imaginarse solo de nuevo. En casa vuelve a repasar las grabaciones que hizo la primera vez que Eliza vino a pedirle que le diese lecciones de dicción y escucha sus dura palabras: «¡Es tan deliciosamente vulgar! ¡Tan gloriosamente sucia!». De repente, el fonógrafo se apaga y una voz real con acento cockney dice: «Oiga, que antes de venir me he lavado la cara y las manos». Higgins se gira y ve a Eliza en el umbral dudando si volver o no con él. La obra acaba en un punto ambiguo de posible reconciliación entre maestro y alumna, con Higgins preguntando «Eliza, ¿dónde están mis zapatillas?».

## Desarrollo
A mediados de los años 30, el productor cinematográfico Gabriel Pascal adquirió los derechos para llevar a la gran pantalla varias piezas de George Bernard Shaw, entre ellas Pigmalión. Sin embargo, Shaw no dio permiso para que Pigmalión fuese convertida en un musical, ya que venía de una mala experiencia con The Chocolate Soldier, una opereta vienesa basada en su obra Arms and the Man. Tras la muerte de Shaw en 1950, Pascal pidió a Alan Jay Lerner que escribiera el libreto y este accedió, encargando a su socio Frederick Loewe que se ocupase de la música. Pronto se dieron cuenta de que el texto violaba varias reglas clave para la composición de un musical: el argumento principal no era una historia de amor, tampoco existía una subtrama romántica y no había lugar para un cuerpo de baile. Muchos profesionales del sector, incluyendo a Oscar Hammerstein, quien junto a Richard Rodgers ya había intentado sin éxito adaptar Pigmalión en forma de musical, advirtieron a Lerner que convertir esa obra en un espectáculo de Broadway era inviable, por lo que el proyecto fue abandonado por dos años. 
Durante ese tiempo, los dos colaboradores se separaron y Pascal falleció. Lerner estaba tratando de musicalizar la tira cómica Li'l Abner cuando leyó el obituario de Pascal y de pronto se encontró a sí mismo pensando de nuevo en Pigmalión. Al reunirse con Loewe, todo encajó de repente. Los obstáculos insuperables de dos años atrás desaparecieron y se dieron cuenta de que en realidad la pieza necesitaba muy pocos cambios más allá de, según palabras del propio Lerner, «añadir la acción que tiene lugar entre los actos de la obra». Emocionados comenzaron a escribir el espectáculo a pesar de no contar aún con los derechos y de que la productora Metro-Goldwyn-Mayer también andaba detrás de ellos. Los ejecutivos de la MGM se pusieron en contacto con Lerner y le desaconsejaron desafiar al estudio, pero Loewe dijo «Escribiremos el espectáculo sin los derechos, y cuando llegue el momento de decidir a quién se los conceden, estaremos tan avanzados respecto al resto que se verán forzados a dárnoslos a nosotros». Durante cinco meses, Lerner y Loewe se dedicaron a componer el musical, contratar al equipo de producción y empezar a pensar en el reparto. Finalmente, el Chase Manhattan Bank, gestor de los bienes de Pascal, les otorgó la licencia tal y como había adelantado Loewe.
Después de barajar diferentes títulos, Lerner se decantó por My Fair Lady en referencia al último verso de la canción infantil «London Bridge Is Falling Down» y a uno de los nombres provisionales que Shaw había manejado para Pigmalión. Pero una vez fijado el título, Lerner recordó que Tell Me More, un musical de George Gershwin de 1925, ya se había llamado así antes de su llegada a Broadway y además incluía una canción bajo ese mismo nombre. Para evitar problemas futuros, Lerner realizó una llamada de cortesía a Ira Gershwin y le puso al corriente de la reutilización del título.
Noël Coward fue el primer actor al que se ofreció el rol de Henry Higgins, pero este lo rechazó y sugirió a los productores que hicieran una prueba a Rex Harrison. Tras muchas deliberaciones, Harrison aceptó el papel. Para el personaje de Eliza Doolittle en un principio se consideró a la actriz Mary Martin, pero ella también declinó la propuesta. Finalmente la elegida fue una joven Julie Andrews, descubierta en el musical The Boy Friend, con el que había debutado en Broadway. Moss Hart aceptó dirigir la obra tras escuchar solo dos canciones, y los orquestadores Robert Russell Bennett y Philip J. Lang fueron contratados para realizar los arreglos de la partitura. Una vez reunido el equipo artístico enseguida comenzaron los ensayos.
El libreto de Lerner incorporó varias escenas que Shaw había escrito específicamente para la versión cinematográfica de Pigmalión de 1938, incluyendo el baile en la embajada y la secuencia final, que reemplazó al desenlace de la obra original. Los pasajes dedicados a las lecciones de Eliza fueron ampliados combinando diálogos de Lerner y Shaw. La ilustración del póster original fue realizada por el caricaturista Al Hirschfeld y representaba a Shaw como un titiritero moviendo los hilos del personaje de Henry Higgins, quien a su vez controlaba los de Eliza Doolittle.

## Producciones

### Broadway
1956
Antes de su llegada a Broadway, My Fair Lady se representó a modo de prueba en el Shubert Theatre de New Haven entre el 4 y el 11 de febrero de 1956, y en el Erlanger Theatre de Filadelfia entre el 13 de febrero y el 10 de marzo de ese mismo año. La noche del estreno en New Haven, Rex Harrison, quien no estaba acostumbrado a cantar con una orquesta en directo, anunció que «de ninguna manera actuaría esa noche con treinta y dos entrometidos en el foso» y se enclaustró en su camerino, permaneciendo encerrado hasta apenas una hora antes de que se levantara el telón. Para entonces, la compañía entera se había marchado, pero rápidamente fueron convocados de nuevo y la velada terminó siendo un éxito.
La première oficial en Broadway tuvo lugar el 15 de marzo de 1956 en el Mark Hellinger Theatre, donde el espectáculo se mantuvo en cartel hasta el 24 de febrero de 1962, para a continuación ser transferido al Broadhurst Theatre entre el 28 de febrero y el 14 de abril de 1962, y al Broadway Theatre entre el 18 de abril y el 29 de septiembre de 1962. En total se llevaron a cabo 2 717 funciones, estableciendo un nuevo récord para la época.
Julie Andrews como Eliza Doolittle y Rex Harrison como Henry Higgins encabezaron el elenco original, que además contó con Stanley Holloway como Alfred P. Doolittle, Robert Coote como Coronel Pickering, Cathleen Nesbitt como Sra. Higgins, John Michael King como Freddy Eynsford-Hill y Philippa Bevans como Sra. Pearce. A lo largo de su andadura de seis años y medio, el montaje fue renovándose con diferentes protagonistas, incluyendo a Pamela Charles, Lola Fisher, Sally Ann Howes, Margot Moser y Rosemary Rainer como Eliza Doolittle, y a Michael Allinson, Bramwell Fletcher, Tom Hellmore y Edward Mulhare como Henry Higgins.
El equipo creativo estuvo formado por Moss Hart en la dirección, Hanya Holm en la coreografía, Oliver Smith en el diseño de escenografía, Cecil Beaton en el diseño de vestuario, Abe Feder en el diseño de iluminación, Robert Russell Bennett y Philip J. Lang en los arreglos musicales, y Franz Allers en la dirección musical.
Un álbum grabado por el reparto original fue editado por Columbia Masterworks y se convirtió en el disco más vendido en Estados Unidos en 1956. En la edición de los Tony de 1957, My Fair Lady fue premiado en las categorías de mejor musical, mejor actor principal (Rex Harrison), mejor dirección, mejor diseño de escenografía, mejor diseño de vestuario y mejor dirección musical.
1976
El primer revival de Broadway se estrenó el 25 de marzo de 1976 en el St. James Theatre, protagonizado por Christine Andreas como Eliza Doolittle, Ian Richardson como Henry Higgins, George Rose como Alfred P. Doolittle, Robert Coote repitiendo como Coronel Pickering, Brenda Forbes como Sra. Higgins, Jerry Lanning como Freddy Eynsford-Hill y Sylvia O'Brien como Sra. Pearce. La dirección corrió a cargo de Jerry Adler, mientras que las coreografías fueron creadas por Crandall Diehl a partir de las originales de Hanya Holm. Tanto Ian Richardson como George Rose fueron nominados al Tony al mejor actor, alzándose este último con el premio.
El 5 de diciembre de 1976, el espectáculo se despidió del St. James Theatre y fue trasladado al Lunt-Fontanne Theatre entre el 9 de diciembre de 1976 y el 20 de febrero de 1977, donde bajó el telón definitivamente tras haber alcanzado las 377 funciones.
1981
Entre el 18 de agosto y 29 de noviembre de 1981, una nueva puesta en escena dirigida por Patrick Garland y coreografiada por Crandall Diehl pudo verse en el Uris Theatre de Broadway, donde realizó 119 representaciones después de haber recorrido algunas ciudades estadounidenses durante casi un año. Cheryl Kennedy, quien había dado vida a Eliza Doolittle en la gira, tuvo que abandonar la compañía tras la primera función previa en el Uris Theatre debido a un caso grave de laringitis, siendo reemplazada por su suplente Nancy Ringham. En el elenco también estuvieron Rex Harrison y Cathleen Nesbitt, de la producción original, repitiendo sus papeles de Henry Higgins y Sra. Higgins respectivamente, acompañados de Milo O'Shea como Alfred P. Doolittle, Jack Gwillim como Coronel Pickering, Nicholas Wyman como Freddy Eynsford-Hill y Marian Baer como Sra. Pearce.
1993
My Fair Lady regresó a la cartelera neoyorquina con un montaje que se instaló en el Virginia Theatre de Broadway entre el 9 de diciembre de 1993 y el 1 de mayo de 1994, protagonizado por Melissa Errico como Eliza Doolittle, Richard Chamberlain como Henry Higgins, Julian Holloway como Alfred P. Doolittle (siguiendo los pasos de su padre Stanley Holloway), Paxton Whitehead como Coronel Pickering, Dolores Sutton como Sra. Higgins, Robert Sella como Freddy Eynsford-Hill y Glynis Bell como Sra. Pearce. Howard Davies fue el director de esta versión mucho más modesta, que realizó 165 representaciones en el Virginia Theatre tras haber estado de gira por Estados Unidos durante ocho meses. El resto del equipo creativo lo completaron Donald Saddler en la coreografía, Ralph Koltai en el diseño de escenografía, Patricia Zipprodt en el diseño de vestuario, Natasha Katz en el diseño de iluminación, Peter J. Fitzgerald en el diseño de sonido y Jack Lee en la dirección musical.
2018
Veinticinco años después de la última producción de Broadway, el Vivian Beaumont Theater del Lincoln Center acogió una nueva puesta en escena entre el 19 de abril de 2018 y el 7 de julio de 2019. Lauren Ambrose como Eliza Doolittle, Harry Hadden-Paton como Henry Higgins, Norbert Leo Butz como Alfred P. Doolittle, Allan Corduner como Coronel Pickering, Diana Rigg como Sra. Higgins, Jordan Donica como Freddy Eynsford-Hill y Linda Mugleston como Sra. Pearce lideraron el reparto de este revival que contó con dirección de Bartlett Sher, coreografía de Christopher Gattelli, diseño de escenografía de Michael Yeargan, diseño de vestuario de Catherine Zuber, diseño de iluminación de Donald Holder, diseño de sonido de Marc Salzberg y dirección musical de Ted Sperling. En total se llevaron a cabo 501 funciones, a lo largo de las cuales la compañía fue renovándose con diferentes intérpretes, entre ellos, Laura Benanti como Eliza Doolittle, Michael Halling como Henry Higgins, Danny Burstein y Alexander Gemignani como Alfred P. Doolittle, Rosemary Harris como Sra. Higgins y Christian Dante White como Freddy Eynsford-Hill.

### West End
1958
El éxito obtenido en Nueva York posibilitó el salto al West End londinense, donde el espectáculo debutó el 30 de abril de 1958 en el Theatre Royal, Drury Lane, con varios de los protagonistas originales de Broadway, incluyendo a Julie Andrews como Eliza Doolittle, Rex Harrison como Henry Higgins, Stanley Holloway como Alfred P. Doolittle y Robert Coote como Coronel Pickering. El resto del elenco lo completaron Zena Dare como Sra. Higgins (siendo esta su última aparición sobre los escenarios), Leonard Weir como Freddy Eynsford-Hill y Betty Woolfe como Sra. Pearce. El musical se mantuvo en cartel hasta el 19 de octubre de 1963 y realizó 2 281 representaciones.
1979
La segunda vez que My Fair Lady pudo verse en Londres fue en el Adelphi Theatre entre el 25 de octubre de 1979 y el 31 de octubre de 1981, con un montaje producido por Cameron Mackintosh que previamente había girado por Reino Unido. La dirección recayó en el propio Alan Jay Lerner (en sustitución de Robin Midgley, quien había sido el director durante el tour nacional), mientras que Gillian Lynne se hizo cargo de la coreografía. El reparto estuvo encabezado por Liz Robertson como Eliza Doolittle, Tony Britton como Henry Higgins, Peter Bayliss como Alfred P. Doolittle, Richard Caldicot como Coronel Pickering, Anna Neagle como Sra. Higgins, Peter Land como Freddy Eynsford-Hill y Betty Paul como Sra. Pearce. Tanto Liz Robertson como Tony Britton fueron nominados a un Olivier por sus interpretaciones, pero ninguno logró hacerse con el premio.
2001
Cameron Mackintosh volvió a producir el musical en 2001, con una nueva puesta en escena dirigida por Trevor Nunn y coreografiada por Matthew Bourne, que se representó primero en el Royal National Theatre entre el 15 de marzo y el 30 de junio, antes de ser transferida al Theatre Royal, Drury Lane a partir del 21 de julio de ese mismo año. Martine McCutcheon como Eliza Doolittle, Jonathan Pryce como Henry Higgins, Dennis Waterman como Alfred P. Doolittle, Nicholas Le Prevost como Coronel Pickering, Caroline Blakiston como Sra. Higgins, Mark Umbers como Freddy Eynsford-Hill y Patsy Rowlands como Sra. Pearce fueron los protagonistas de este montaje que en la edición de los Olivier de 2002 se alzó con los premios al mejor musical, mejor coreografía y mejor actriz (Martine McCutcheon).
Después de numerosos problemas de salud durante los cuales fue cubierta por su suplente Alexandra Jay, Martine McCutcheon tuvo que abandonar el espectáculo en diciembre de 2001, siendo reemplazada por Joanna Riding como Eliza Doolittle. El segundo cambio de elenco importante se produjo en abril de 2002, cuando Alex Jennings (Henry Higgins), Malcolm Sinclair (Coronel Pickering), Peter Prentice (Freddy Eynsford-Hill) y Dilys Laye (Sra. Pearce) se unieron a la compañía. En febrero de 2003, My Fair Lady consiguió otros dos premios Olivier en las categorías de mejor actor (Alex Jennings) y mejor actriz (Joanna Riding).
El reparto fue renovado una vez más en marzo de 2003, con la incorporación de Laura Michelle Kelly como Eliza Doolittle, Anthony Andrews como Henry Higgins, Russ Abbot como Alfred P. Doolittle, Stephen Moore como Coronel Pickering, Hannah Gordon como Sra. Higgins, Michael Xavier como Freddy Eynsford-Hill y Patsy Rowlands retornando como Sra. Pearce, quienes permanecieron en la producción hasta su cierre definitivo el 30 de agosto de 2003.
2022
Tras su paso por el Lincoln Center de Nueva York en la temporada 2018/2019, un montaje dirigido por Bartlett Sher pudo verse en el London Coliseum entre el 18 de mayo y el 27 de agosto de 2022. Amara Okereke como Eliza Doolittle, Harry Hadden-Paton como Henry Higgins, Stephen K. Amos como Alfred P. Doolittle, Malcolm Sinclair como Coronel Pickering, Vanessa Redgrave como Sra. Higgins, Sharif Afifi como Freddy Eynsford-Hill y Maureen Beattie como Sra. Pearce lideraron el elenco en esta ocasión, arropados por una orquesta de 36 músicos de la English National Opera.

### México
1959
El primer país en acoger una versión en idioma español fue México, donde My Fair Lady debutó el 19 de enero de 1959 en el Teatro María Teresa Montoya de Monterrey, bajo el título Mi bella dama. Robert W. Lerner, hermano de Alan Jay Lerner que por aquel entonces residía en territorio mexicano, fue el impulsor de este montaje que posteriormente también se representó en el Teatro Degollado de Guadalajara y, ya en Ciudad de México, en el Palacio de Bellas Artes y en el Teatro Esperanza Iris (actual Teatro de la Ciudad). Producido, dirigido y protagonizado por el actor Manolo Fábregas, el espectáculo fue todo un éxito de crítica y público, pero aun así no logró recuperar la enorme inversión que supuso. Además de Fábregas como Henry Higgins, otros intérpretes que formaron parte de la compañía fueron Cristina Rojas, una completa desconocida que llegó a las audiciones solicitando un puesto en el coro y acabó obteniendo el papel de Eliza Doolittle, Mario Alberto Rodríguez como Alfred P. Doolittle, Miguel Suárez como Coronel Pickering, Salvador Quiroz como Freddy Eynsford-Hill y un joven Plácido Domingo como uno de los amigos de Alfred P. Doolittle. Mario Ruiz Armengol estuvo al frente de la orquesta como director musical, mientras que Berta Maldonado realizó la traducción del libreto y Luis de Llano Palmer se encargó de la adaptación de las canciones.
Al igual que en Broadway y Londres, se editó un álbum interpretado por el reparto original, siendo la primera vez que un musical mexicano era grabado en disco.
1977
El 15 de mayo de 1977, Manolo Fábregas reestrenó Mi bella dama en el recién construido Teatro San Rafael de Ciudad de México, un nuevo teatro de su propiedad especialmente diseñado para albergar grandes producciones, que se inauguró precisamente con esta obra. Fábregas volvió a dirigir el espectáculo y también repitió su papel de Henry Higgins, acompañado en esta ocasión de Manoella Torres como Eliza Doolittle, Moisés Suárez como Coronel Pickering, Marilú Elizaga como Sra. Higgins y Xavier del Valle como Freddy Eynsford-Hill.
2002
Después de más de dos décadas de ausencia, Mi bella dama regresó a la cartelera mexicana con una nueva puesta en escena que tuvo su première oficial el 6 de noviembre de 2002 en el Teatro de los Insurgentes de Ciudad de México. Producido por Biosphera Entertainment y protagonizado por Olivia Bucio como Eliza Doolittle (posteriormente reemplazada por Yolanda Orrantia), Alejandro Tommasi como Henry Higgins (posteriormente reemplazado por Manuel Landeta), Arturo García Tenorio como Alfred P. Doolittle, Miguel Palmer como Coronel Pickering, Irma Dorantes como Sra. Higgins, Manuel Pereyra como Freddy Eynsford-Hill y Carmen Durand como Sra. Pearce, el montaje contó con dirección de Alejandro Orive, coreografía de Óscar Carapia, diseño de vestuario de Ignacio Aranda, diseño de escenografía de Óscar Acosta, dirección musical de Jorge Neri y adaptación al español de Marco Villafán.

### Argentina
1961
En Argentina debutó en 1961 en el Teatro El Nacional de Buenos Aires, dirigido por Carlos A. Petit y protagonizado por Rosita Quintana como Eliza Doolittle (posteriormente reemplazada por Beatriz Bonnet), José Cibrián como Henry Higgins (posteriormente reemplazado por Délfor Medina y Duilio Marzio) y Dringue Farías como Alfred P. Doolittle.
1979
Una versión producida por el Teatro Estable de la Provincia de Tucumán se estrenó el 15 de agosto de 1979 en la Sala Paul Groussac de San Miguel, con Viviana Pereyra como Eliza Doolittle y Juan Carlos Di Lullo como Henry Higgins. Dirigido por Carlos Olivera, el montaje fue todo un éxito y se mantuvo en cartel durante dos temporadas. Posteriormente también pudo verse en el Teatro Presidente Alvear de Buenos Aires, en el Teatro del Libertador General San Martín de Córdoba y en el Teatro San Martín de San Miguel de Tucumán.
2000
Entre el 7 de marzo y el 29 de octubre de 2000, Alejandro Romay produjo una nueva puesta en escena en el Teatro El Nacional de Buenos Aires, que fue reabierto para la ocasión después de casi dos décadas cerrado debido al incendio de 1982. Paola Krum como Eliza Doolittle, Víctor Laplace como Henry Higgins, Pepe Soriano como Alfred P. Doolittle, Juan Manuel Tenuta como Coronel Pickering, Aída Luz como Sra. Higgins, Marcelo Trepat como Freddy Eynsford-Hill y Alicia Mouxaut como Sra. Pearce lideraron el elenco de esta versión, que fue dirigida por Mick Gordon y coreografiada por Michael King.

### España
1982
El estreno de My Fair Lady en España tuvo lugar el 3 de noviembre de 1982 en el Palacio del Progreso de Madrid (actual Teatro Apolo), con Ángela Carrasco como Eliza Doolittle, Alberto Closas como Henry Higgins, Alfonso del Real como Alfred P. Doolittle, Manuel Alexandre como Coronel Pickering, Amelia de la Torre como Sra. Higgins, Sergio Fachelli como Freddy Eynsford-Hill, Mercedes Borqué como Sra. Pearce y Helena Bianco como alternante de Eliza Doolittle. La dirección y adaptación al castellano corrieron a cargo de Juan José Alonso Millán, quien invirtió 15 millones de pesetas para poner en marcha la obra. El resto del equipo creativo lo formaron Mario Watusi en la coreografía, Antonio Cortés en el diseño de escenografía y Teddy Bautista en la dirección musical.
Aunque inicialmente la acogida del público fue buena, la producción se vio obligada a echar el cierre el 9 de enero de 1983, motivado por la caída de espectadores que sufrió tras la emisión en TVE de la versión cinematográfica de George Cukor.
2001
Después del éxito obtenido cuatro años antes con El hombre de La Mancha, Paloma San Basilio y José Sacristán volvieron a unirse para protagonizar My Fair Lady en el Teatro Coliseum de Madrid, donde el espectáculo se representó entre el 17 de octubre de 2001 y el 11 de mayo de 2003, superando las 500 funciones y siendo visto por más de 700 000 espectadores. Dirigido por Jaime Azpilicueta, quien también realizó la adaptación al castellano junto a Nacho Artime, el montaje contó con coreografía de Goyo Montero, diseño de escenografía de Gerardo Trotti, diseño de vestuario de José Ramón de Aguirre y Gabriela Salaverri, diseño de iluminación de José Ramón de Aguirre y Javier Armendariz, diseño de sonido de Ricardo Gómez y dirección musical de Alberto Quintero. La producción corrió a cargo de Cartel Teatro y CIE España, con un presupuesto de más de 4 millones de euros, sin contar los 2,5 que costó la remodelación del Teatro Coliseum.
Además de Paloma San Basilio como Eliza Doolittle y José Sacristán como Henry Higgins, en el elenco también estuvieron Joan Crosas como Alfred P. Doolittle (premio Max al mejor actor de reparto), Nicolás Dueñas como Coronel Pickering, Carmen Bernardos como Sra. Higgins, Víctor Díaz como Freddy Eynsford-Hill y Selica Torcal como Sra. Pearce.
2012
En 2012, Stage Entertainment produjo la primera gira nacional de My Fair Lady en España, con Paloma San Basilio de nuevo al frente del reparto en el papel de Eliza Doolittle. Junto a ella, Juan Gea como Henry Higgins, Joan Crosas repitiendo como Alfred P. Doolittle, José Ramón Henche como Coronel Pickering, Ana María Vidal como Sra. Higgins, Víctor Díaz repitiendo como Freddy Eynsford-Hill y Luisa Fernanda Gaona como Sra. Pearce completaron el elenco.
El espectáculo fue totalmente rediseñado para la ocasión, incorporando como novedad principal el uso de proyecciones para recrear las diferentes localizaciones del Londres de principios del siglo XX. Parte del equipo creativo de la anterior puesta en escena volvió a participar en esta versión, incluyendo a Jaime Azpilicueta en la dirección, Goyo Montero en la coreografía y Gabriela Salaverri en el diseño de vestuario. Otros profesionales involucrados fueron Montse Amenós en el diseño de escenografía, Albert Faura en el diseño de iluminación, Gastón Briski en el diseño de sonido, Joan Rodón en el diseño de vídeo, Enrique Sequero en la dirección residente y Sergi Cuenca en la dirección musical. La adaptación al castellano utilizada fue la misma que en 2001, realizada por Jaime Azpilicueta y Nacho Artime, aunque se eliminaron algunos números musicales como «Just You Wait», «Show Me» o «A Hymn to Him».
El tour arrancó el 3 de julio de 2012 en el Auditorio Adán Martín de Santa Cruz de Tenerife y tenía previsto visitar más de veinte ciudades durante un año, pero la subida del IVA cultural hizo que resultase inviable continuar con la gira y el cierre fue adelantado al 4 de noviembre de 2012, tras finalizar su estancia en el Teatro Principal de Valencia.

### Otras producciones
My Fair Lady se ha representado en países como Alemania, Argentina, Australia, Austria, Bélgica, Brasil, Canadá, Cuba, Dinamarca, España, Estados Unidos, Francia, Hungría, Irlanda, Israel, Italia, Japón, México, Noruega, Nueva Zelanda, Países Bajos, Perú, Polonia, Portugal, Reino Unido, República Checa, Rusia, Singapur, Sudáfrica, Suecia o Suiza, y ha sido traducido a multitud de idiomas.
En Estados Unidos ha salido de gira en varias ocasiones. El primer tour nacional arrancó el 18 de marzo de 1957 en el Auditorium Theatre de Rochester, protagonizado por Anne Rogers como Eliza Doolittle y Brian Aherne como Henry Higgins, y estuvo en la carretera durante siete años consecutivos.
El 3 de agosto de 2003, un concierto semiescenificado tuvo lugar en el Hollywood Bowl de Los Ángeles, con Melissa Errico como Eliza Doolittle y John Lithgow como Henry Higgins.
Siguiendo al revival londinense de 2001 producido por Cameron Mackintosh, My Fair Lady realizó una gira por Reino Unido entre el 5 de octubre de 2005 y el 12 de agosto de 2006. Amy Nuttall y Lisa O'Hare lideraron el elenco alternándose el papel de Eliza Doolittle, acompañadas de Christopher Cazenove como Henry Higgins. Tras su etapa británica, el tour dio el salto a Norteamérica, donde estuvo en la carretera entre el 12 de septiembre de 2007 y el 22 de junio de 2008.
Entre el 7 y el 10 de marzo de 2007, la Orquesta Filarmónica de Nueva York ofreció una serie de conciertos semiescenificados en el Avery Fisher Hall del Lincoln Center, con Kelli O'Hara como Eliza Doolittle y Kelsey Grammer como Henry Higgins.
El Théâtre du Châtelet de París programó una temporada limitada de 27 únicas funciones entre el 9 de diciembre de 2010 y el 2 de enero de 2011, protagonizada por Sarah Gabriel y Christine Arand alternándose como Eliza Doolittle y Alex Jennings como Henry Higgins. Robert Carsen fue el director de esta versión, que contó con coreografía de Lynne Page y diseño de vestuario de Anthony Powell. Las representaciones fueron en inglés con subtítulos proyectados en grandes pantallas. Debido al éxito obtenido, el musical regresó al mismo escenario entre el 5 de diciembre de 2013 y el 1 de enero de 2014, con algunas caras nuevas en el elenco, incluyendo a Katherine Manley como Eliza Doolittle.
Para celebrar el 60.º aniversario del espectáculo, Julie Andrews dirigió un montaje que pudo verse en el Joan Sutherland Theatre de la Ópera de Sídney entre el 6 de septiembre y el 5 de noviembre de 2016. Anna O'Byrne como Eliza Doolittle y Alex Jennings como Henry Higgins encabezaron el reparto de esta puesta en escena que posteriormente también se representó en el Queensland Performing Arts Centre de Brisbane, el Regent Theatre de Melbourne y el Capitol Theatre de Sídney, con la incorporación de Charles Edwards como Henry Higgins.
Los días 22 y 23 de julio de 2021, el Gran Teatre del Liceu de Barcelona acogió una versión en concierto semiescenificado procedente del Grange Festival de Hampshire, que protagonizaron Ellie Laugharne como Eliza Doolittle y Steven Pacey como Henry Higgins. Alfonso Casado fue el director musical de esta propuesta que además supuso el debut de My Fair Lady en la Ciudad Condal.

## Adaptación cinematográfica
En 1964, My Fair Lady fue llevado a la gran pantalla bajo la dirección de George Cukor, con Audrey Hepburn como Eliza Doolittle y Rex Harrison y Stanley Holloway, protagonistas de las producciones originales de Broadway y Londres, repitiendo sus papeles de Henry Higgins y Alfred P. Doolittle respectivamente. El resto del reparto lo completaron Wilfrid Hyde-White como Coronel Pickerin, Gladys Cooper como Sra. Higgins, Jeremy Brett como Freddy Eynsford-Hill y Mona Washbourne como Sra. Pearce.
La elección de Audrey Hepburn como Eliza Doolittle causó cierta controversia, ya que quienes habían visto a Julie Andrews sobre el escenario coincidían en que ella era la candidata perfecta para el personaje. Además, Hepburn tuvo que ser doblada en las canciones por Marni Nixon al no estar a la altura de la exigente partitura. Jack L. Warner, presidente de Warner Bros., quería una gran estrella para el papel protagonista y descartó a Julie Andrews por su falta de experiencia cinematográfica. Curiosamente, ese mismo año Andrews obtuvo el Óscar a la mejor actriz por Mary Poppins, que se convirtió en la cinta de acción real más taquillera de la factoría Disney. El propio Alan Jay Lerner expresó su disconformidad con el resultado, especialmente por no seguir los estándares de la dirección original de Moss Hart, por la elección de Audrey Hepburn y porque el rodaje tuvo lugar en los estudios Warner y no en Londres como a él le hubiese gustado. A pesar de la polémica, la película fue un éxito y logró alzarse con ocho premios Óscar, incluyendo mejor película, mejor dirección, mejor actor (Rex Harrison), mejor fotografía, mejor sonido, mejor música original, mejor dirección artística y mejor diseño de vestuario.
En 2008, Columbia Pictures anunció una nueva adaptación cinematográfica con la intención de rodarla en las localizaciones reales de Londres. Aunque se llegaron a hacer públicos los nombres de John Madden como director y Emma Thompson como adaptadora del guion, finalmente en mayo de 2014 Cameron Mackintosh confirmó la cancelación del proyecto.

## Personajes
| Personaje            | Descripción                                                                      |
| Eliza Doolittle      | Una joven florista callejera de los bajos fondos londinenses.                    |
| Henry Higgins        | Un egocéntrico profesor de fonética.                                             |
| Alfred P. Doolittle  | El padre de Eliza, un pobre basurero.                                            |
| Coronel Pickering    | Amigo de Henry Higgins, un lingüista que ha estudiado los dialectos de la India. |
| Sra. Higgins         | La madre de Henry y miembro de la alta sociedad.                                 |
| Freddy Eynsford-Hill | Un joven aristócrata, pretendiente de Eliza.                                     |
| Sra. Pearce          | El ama de llaves de Henry Higgins.                                               |
| Zoltan Karpathy      | Un fonetista húngaro, antiguo alumno y rival de Henry Higgins.                   |

## Números musicales
| Acto I - «Overture» - «Busker Sequence» - «Why Can't the English?» - «Wouldn't It Be Loverly?» - «With a Little Bit of Luck» - «I'm an Ordinary Man» - «With a Little Bit of Luck (Reprise)» - «Just You Wait» - «The Servants' Chorus (Poor Professor Higgins)» - «The Rain in Spain» - «I Could Have Danced All Night» - «Ascot Gavotte» - «On the Street Where You Live» - «Eliza's Entrance»/«Embassy Waltz» | Acto II - «You Did It» - «Just You Wait (Reprise)» - «On the Street Where You Live (Reprise)» - «Show Me» - «The Flower Market»/«Wouldn't It Be Loverly? (Reprise)» - «Get Me to the Church on Time» - «A Hymn to Him» - «Without You» - «I've Grown Accustomed to Her Face - «I Could Have Danced All Night (Reprise)»/«Finale» |

## Repartos originales

### Broadway/West End
| Personaje            | Broadway (1956)   | West End (1958)  | Broadway (1976)   | West End (1979)  | Broadway (1981)  | Broadway (1993)     | West End (2001)     | Broadway (2018)    | West End (2022)    |
| Eliza Doolittle      | Julie Andrews     | Julie Andrews    | Christine Andreas | Liz Robertson    | Nancy Ringham    | Melissa Errico      | Martine McCutcheon  | Lauren Ambrose     | Amara Okereke      |
| Henry Higgins        | Rex Harrison      | Rex Harrison     | Ian Richardson    | Tony Britton     | Rex Harrison     | Richard Chamberlain | Jonathan Pryce      | Harry Hadden-Paton | Harry Hadden-Paton |
| Alfred P. Doolittle  | Stanley Holloway  | Stanley Holloway | George Rose       | Peter Bayliss    | Milo O'Shea      | Julian Holloway     | Dennis Waterman     | Norbert Leo Butz   | Stephen K. Amos    |
| Coronel Pickering    | Robert Coote      | Robert Coote     | Robert Coote      | Richard Caldicot | Jack Gwillim     | Paxton Whitehead    | Nicholas Le Prevost | Allan Corduner     | Malcolm Sinclair   |
| Sra. Higgins         | Cathleen Nesbitt  | Zena Dare        | Brenda Forbes     | Anna Neagle      | Cathleen Nesbitt | Dolores Sutton      | Caroline Blakiston  | Diana Rigg         | Vanessa Redgrave   |
| Freddy Eynsford-Hill | John Michael King | Leonard Weir     | Jerry Lanning     | Peter Land       | Nicholas Wyman   | Robert Sella        | Mark Umbers         | Jordan Donica      | Sharif Afifi       |
| Sra. Pearce          | Philippa Bevans   | Betty Woolfe     | Sylvia O'Brien    | Betty Paul       | Marian Baer      | Glynis Bell         | Patsy Rowlands      | Linda Mugleston    | Maureen Beattie    |

### México
| Personaje            | Ciudad de México (1959) | Ciudad de México (1977) | Ciudad de México (2002) |
| Eliza Doolittle      | Cristina Rojas          | Manoella Torres         | Olivia Bucio            |
| Henry Higgins        | Manolo Fábregas         | Manolo Fábregas         | Alejandro Tommasi       |
| Alfred P. Doolittle  | Mario Alberto Rodríguez |                         | Arturo García Tenorio   |
| Coronel Pickering    | Miguel Suárez           | Moisés Suárez           | Miguel Palmer           |
| Sra. Higgins         |                         | Marilú Elizaga          | Irma Dorantes           |
| Freddy Eynsford-Hill | Salvador Quiroz         | Xavier del Valle        | Manuel Pereyra          |
| Sra. Pearce          |                         |                         | Carmen Durand           |

### Argentina
| Personaje            | Buenos Aires (1961) | Buenos Aires (1979)  | Buenos Aires (2000) |
| Eliza Doolittle      | Rosita Quintana     | Viviana Pereyra      | Paola Krum          |
| Henry Higgins        | José Cibrián        | Juan Carlos Di Lullo | Víctor Laplace      |
| Alfred P. Doolittle  | Dringue Farías      |                      | Pepe Soriano        |
| Coronel Pickering    |                     |                      | Juan Manuel Tenuta  |
| Sra. Higgins         |                     |                      | Aída Luz            |
| Freddy Eynsford-Hill |                     |                      | Marcelo Trepat      |
| Sra. Pearce          |                     |                      | Alicia Mouxaut      |

### España
| Personaje            | Madrid (1982)      | Madrid (2001)      | Gira (2012)          |
| Eliza Doolittle      | Ángela Carrasco    | Paloma San Basilio | Paloma San Basilio   |
| Henry Higgins        | Alberto Closas     | José Sacristán     | Juan Gea             |
| Alfred P. Doolittle  | Alfonso del Real   | Joan Crosas        | Joan Crosas          |
| Coronel Pickering    | Manuel Alexandre   | Nicolás Dueñas     | José Ramón Henche    |
| Sra. Higgins         | Amelia de la Torre | Carmen Bernardos   | Ana María Vidal      |
| Freddy Eynsford-Hill | Sergio Fachelli    | Víctor Díaz        | Víctor Díaz          |
| Sra. Pearce          | Mercedes Borqué    | Selica Torcal      | Luisa Fernanda Gaona |

## Grabaciones
Existen multitud de álbumes interpretados en sus respectivos idiomas por los elencos de las diferentes producciones que se han estrenado a lo largo de todo el mundo, además de la banda sonora de la versión cinematográfica y numerosas grabaciones de estudio.
En castellano se han editado los discos oficiales de las producciones de México (1959), Buenos Aires (1963 y 2000) y Madrid (2001), así como la banda sonora de la película con el doblaje para España.

## Premios y nominaciones

### Producción original de Broadway
| Año  | Premio                               | Categoría                                | Nominado          | Resultado |
| ---- | ------------------------------------ | ---------------------------------------- | ----------------- | --------- |
| 1956 | Theatre World Award                  | Mejor intérprete debutante en Nueva York | John Michael King | Ganador   |
| 1956 | New York Drama Critics' Circle Award | Mejor musical                            | Mejor musical     | Ganador   |
| 1957 | Tony Award                           | Mejor musical                            | Mejor musical     | Ganador   |
| 1957 | Tony Award                           | Mejor actor principal en un musical      | Rex Harrison      | Ganador   |
| 1957 | Tony Award                           | Mejor actriz principal en un musical     | Julie Andrews     | Nominada  |
| 1957 | Tony Award                           | Mejor actor de reparto en un musical     | Robert Coote      | Nominado  |
| 1957 | Tony Award                           | Mejor actor de reparto en un musical     | Stanley Holloway  | Nominado  |
| 1957 | Tony Award                           | Mejor dirección en un musical            | Moss Hart         | Ganador   |
| 1957 | Tony Award                           | Mejor coreografía                        | Hanya Holm        | Nominada  |
| 1957 | Tony Award                           | Mejor diseño de escenografía             | Oliver Smith      | Ganador   |
| 1957 | Tony Award                           | Mejor diseño de vestuario                | Cecil Beaton      | Ganador   |
| 1957 | Tony Award                           | Mejor dirección musical                  | Franz Allers      | Ganador   |

### Producción de Broadway de 1976
| Año  | Premio           | Categoría                            | Nominado                    | Resultado |
| ---- | ---------------- | ------------------------------------ | --------------------------- | --------- |
| 1976 | Tony Award       | Mejor actor principal en un musical  | Ian Richardson              | Nominado  |
| 1976 | Tony Award       | Mejor actor principal en un musical  | George Rose                 | Ganador   |
| 1976 | Drama Desk Award | Mejor revival de un musical          | Mejor revival de un musical | Nominado  |
| 1976 | Drama Desk Award | Mejor actor en un musical            | Ian Richardson              | Ganador   |
| 1976 | Drama Desk Award | Mejor actor de reparto en un musical | George Rose                 | Ganador   |
| 1976 | Drama Desk Award | Mejor dirección en un musical        | Jerry Adler                 | Nominado  |

### Producción del West End de 1979
| Año  | Premio        | Categoría                  | Nominado      | Resultado |
| ---- | ------------- | -------------------------- | ------------- | --------- |
| 1979 | Olivier Award | Mejor actor en un musical  | Tony Britton  | Nominado  |
| 1979 | Olivier Award | Mejor actriz en un musical | Liz Robertson | Nominada  |

### Producción de Broadway de 1981
| Año  | Premio     | Categoría                   | Nominado                    | Resultado |
| ---- | ---------- | --------------------------- | --------------------------- | --------- |
| 1982 | Tony Award | Mejor revival de un musical | Mejor revival de un musical | Nominado  |

### Producción de Broadway de 1993
| Año  | Premio           | Categoría                   | Nominado                    | Resultado |
| ---- | ---------------- | --------------------------- | --------------------------- | --------- |
| 1993 | Drama Desk Award | Mejor revival de un musical | Mejor revival de un musical | Nominado  |
| 1993 | Drama Desk Award | Mejor actriz en un musical  | Melissa Errico              | Nominada  |
| 1993 | Drama Desk Award | Mejor diseño de vestuario   | Patricia Zipprodt           | Nominada  |

### Producción del West End de 2001
| Año  | Premio        | Categoría                                 | Nominado            | Resultado |
| ---- | ------------- | ----------------------------------------- | ------------------- | --------- |
| 2002 | Olivier Award | Mejor musical                             | Mejor musical       | Ganador   |
| 2002 | Olivier Award | Mejor actor en un musical                 | Jonathan Pryce      | Nominado  |
| 2002 | Olivier Award | Mejor actriz en un musical                | Martine McCutcheon  | Ganadora  |
| 2002 | Olivier Award | Mejor intérprete de reparto en un musical | Nicholas Le Prevost | Nominado  |
| 2002 | Olivier Award | Mejor coreografía                         | Matthew Bourne      | Ganador   |
| 2002 | Olivier Award | Mejor diseño de escenografía              | Anthony Ward        | Nominado  |
| 2002 | Olivier Award | Mejor diseño de vestuario                 | Anthony Ward        | Nominado  |
| 2002 | Olivier Award | Mejor diseño de iluminación               | David Hersey        | Nominado  |
| 2003 | Olivier Award | Mejor actor en un musical                 | Alex Jennings       | Ganador   |
| 2003 | Olivier Award | Mejor actriz en un musical                | Joanna Riding       | Ganadora  |

### Producción de Madrid de 2001
| Año  | Premio     | Categoría                                  | Nominado                                  | Resultado |
| ---- | ---------- | ------------------------------------------ | ----------------------------------------- | --------- |
| 2002 | Premio Max | Mejor adaptación o versión de obra teatral | Nacho Artime, Jaime Azpilicueta           | Nominados |
| 2002 | Premio Max | Mejor dirección de escena                  | Jaime Azpilicueta                         | Nominado  |
| 2002 | Premio Max | Mejor diseño de espacio escénico           | Gerardo Trotti                            | Nominado  |
| 2002 | Premio Max | Mejor diseño de vestuario                  | José Ramón de Aguirre, Gabriela Salaverri | Nominados |
| 2002 | Premio Max | Mejor actor de reparto                     | Joan Crosas                               | Ganador   |
| 2002 | Premio Max | Mejor dirección musical                    | Alberto Quintero                          | Nominado  |

### Producción de Broadway de 2018
| Año  | Premio                     | Categoría                                  | Nominado                      | Resultado |
| ---- | -------------------------- | ------------------------------------------ | ----------------------------- | --------- |
| 2018 | Tony Award                 | Mejor revival de un musical                | Mejor revival de un musical   | Nominado  |
| 2018 | Tony Award                 | Mejor actor principal en un musical        | Harry Hadden-Paton            | Nominado  |
| 2018 | Tony Award                 | Mejor actriz principal en un musical       | Lauren Ambrose                | Nominada  |
| 2018 | Tony Award                 | Mejor actor de reparto en un musical       | Norbert Leo Butz              | Nominado  |
| 2018 | Tony Award                 | Mejor actriz de reparto en un musical      | Diana Rigg                    | Nominada  |
| 2018 | Tony Award                 | Mejor dirección en un musical              | Bartlett Sher                 | Nominado  |
| 2018 | Tony Award                 | Mejor coreografía                          | Christopher Gattelli          | Nominado  |
| 2018 | Tony Award                 | Mejor diseño de escenografía en un musical | Michael Yeargan               | Nominado  |
| 2018 | Tony Award                 | Mejor diseño de iluminación                | Donald Holder                 | Nominado  |
| 2018 | Tony Award                 | Mejor diseño de vestuario en un musical    | Catherine Zuber               | Ganadora  |
| 2018 | Drama Desk Award           | Mejor revival de un musical                | Mejor revival de un musical   | Ganador   |
| 2018 | Drama Desk Award           | Mejor actor en un musical                  | Harry Hadden-Paton            | Nominado  |
| 2018 | Drama Desk Award           | Mejor actriz de reparto en un musical      | Diana Rigg                    | Nominada  |
| 2018 | Drama Desk Award           | Mejor dirección en un musical              | Bartlett Sher                 | Nominado  |
| 2018 | Drama Desk Award           | Mejor diseño de vestuario en un musical    | Catherine Zuber               | Ganadora  |
| 2018 | Drama League Award         | Mejor revival de un musical                | Mejor revival de un musical   | Ganador   |
| 2018 | Drama League Award         | Mejor intérprete                           | Lauren Ambrose                | Nominada  |
| 2018 | Drama League Award         | Mejor intérprete                           | Harry Hadden-Paton            | Nominado  |
| 2018 | Outer Critics Circle Award | Mejor revival de un musical                | Mejor revival de un musical   | Ganador   |
| 2018 | Outer Critics Circle Award | Mejor actor en un musical                  | Harry Hadden-Paton            | Nominado  |
| 2018 | Outer Critics Circle Award | Mejor actriz en un musical                 | Lauren Ambrose                | Ganadora  |
| 2018 | Outer Critics Circle Award | Mejor actor de reparto en un musical       | Norbert Leo Butz              | Ganador   |
| 2018 | Outer Critics Circle Award | Mejor dirección en un musical              | Bartlett Sher                 | Ganador   |
| 2018 | Outer Critics Circle Award | Mejor coreografía                          | Christopher Gattelli          | Nominado  |
| 2018 | Outer Critics Circle Award | Mejor diseño de escenografía               | Michael Yeagan                | Nominado  |
| 2018 | Outer Critics Circle Award | Mejor diseño de vestuario                  | Catherine Zuber               | Ganadora  |
| 2018 | Outer Critics Circle Award | Mejor diseño de sonido                     | Marc Salzberg                 | Nominado  |
| 2019 | Grammy Award               | Mejor álbum de teatro musical              | Mejor álbum de teatro musical | Nominado  |